# Col (topographie)
Pour les articles homonymes, voir Col.
 (septembre 2020).
Si vous disposez d'ouvrages ou d'articles de référence ou si vous connaissez des sites web de qualité traitant du thème abordé ici, merci de compléter l'article en donnant les références utiles à sa vérifiabilité et en les liant à la section « Notes et références ».

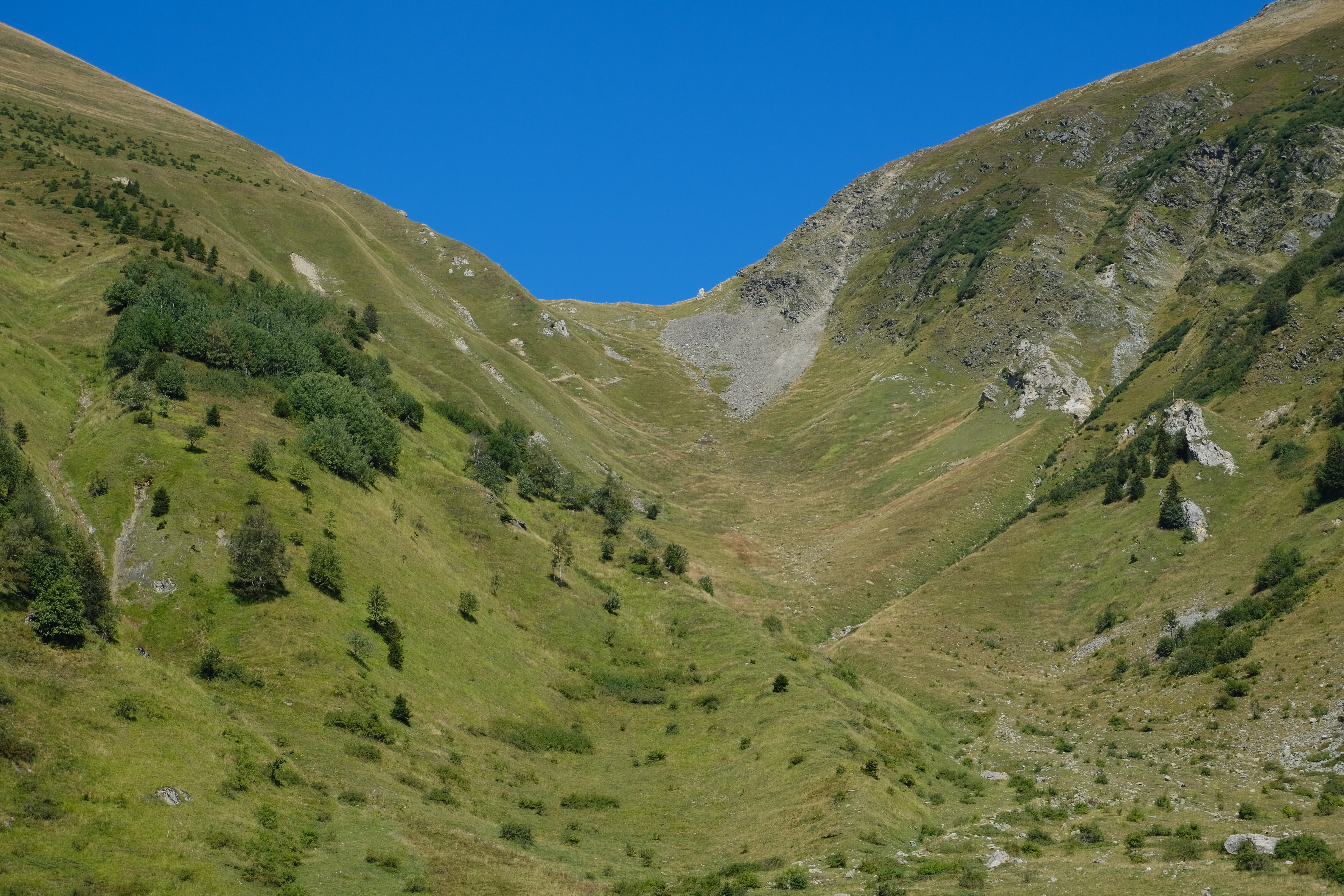
Le col de Tricot dans le massif du Mont-Blanc.

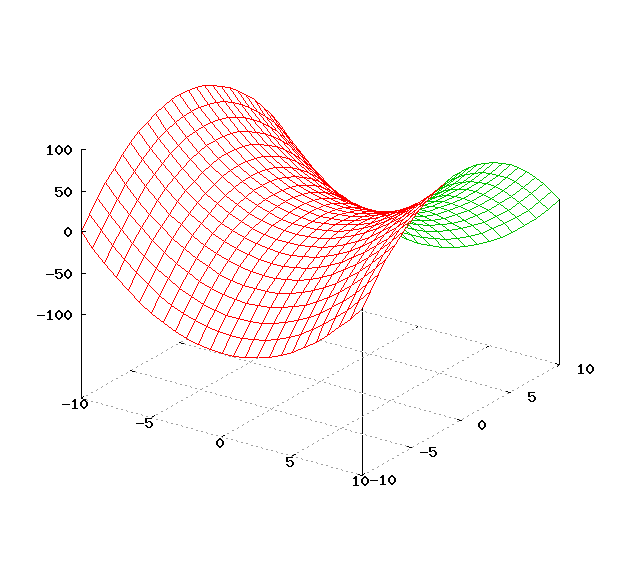
Structure du col en paraboloïde hyperbolique (« selle de cheval »).

Icône d'un col entre deux sommets

Un col est en topographie et topologie une forme de relief « en selle de cheval » constituée par l'intersection d'une ligne de crête et de deux talwegs face à face.
Un col constitue :
- le point le plus bas entre deux sommets appartenant à la même arête ;
- le point de passage sur la ligne de crête le moins haut entre deux versants de montagne.

C'est parfois le seul lieu alentour relativement horizontal, avec néanmoins des approches depuis les talwegs constituant les secteurs les plus pentus du cheminement.
Suivant sa facilité d'accès et son dénivelé, le col est souvent utilisé pour relier deux vallées mitoyennes d'une même montagne faisant obstacle aux échanges. Les chemins d'accès aux cols les plus accessibles sont souvent aménagés de routes ou de voies ferrées et parfois percés de tunnels. Certains cols constituent des buts ou des étapes d'itinéraires en tant que tels, notamment lors de compétitions sportives cyclistes ou mécaniques ; au fil du temps, certains acquièrent une renommée touristique, historique ou même spirituelle comme c'est le cas des cols de la route des Grandes Alpes en France, du col du Grand-Saint-Bernard à la frontière entre l'Italie et la Suisse, le col Chilkoot au Canada ou encore le col de Hải Vân au Viêt Nam.

## Dénomination
Certains cols de montagne s'appellent « pas » dans les Alpes (ex. : pas de Morgins), « port » (ex. : port d'Envalira) ou « hourquette » (ex : Hourquette d'Ancizan) dans les Pyrénées. Le terme « forcla(z) » est également fréquent dans les Alpes, de la Savoie aux Grisons ; il dérive de la même étymologie que hourquette, « petite fourche », désignant la forme en « V » du col vu sur la ligne de crête. Au Pays basque, en Soule et en Basse-Navarre plus particulièrement, le mot port est synonyme des pâturages de haute montagne ou de l'estive.

## Franchissement
Différentes infrastructures existent suivant les intérêts sociaux, économiques ou touristiques[réf. nécessaire] de chaque col : route (et éventuellement voie ferrée si les pentes le permettent), piste, sentier, « sans »[pas clair]. Pour les cols routiers ou muletiers, un tunnel d'altitude permet quelquefois d'éviter le passage au point haut. Il arrive également que seule la partie basse des routes soit revêtue.
Les 2 roues, 4 roues et plus peuvent emprunter les routes et pistes sauf interdictions particulières liées au gabarit ; une version « tout terrain » est recommandée pour circuler sur les pistes mal entretenues. Les vélos tout-terrain peuvent également passer sur les sentiers pour peu qu'ils soient cyclables, contrairement aux véhicules à moteur qui sont interdits de circulation. Les cols de montagne, aux sentiers escarpés ou sans sentiers, se franchissent uniquement à pied (randonnée ou alpinisme), voire à ski ou raquettes s'ils sont neigeux ou enneigés[pas clair].

## Dans l'histoire

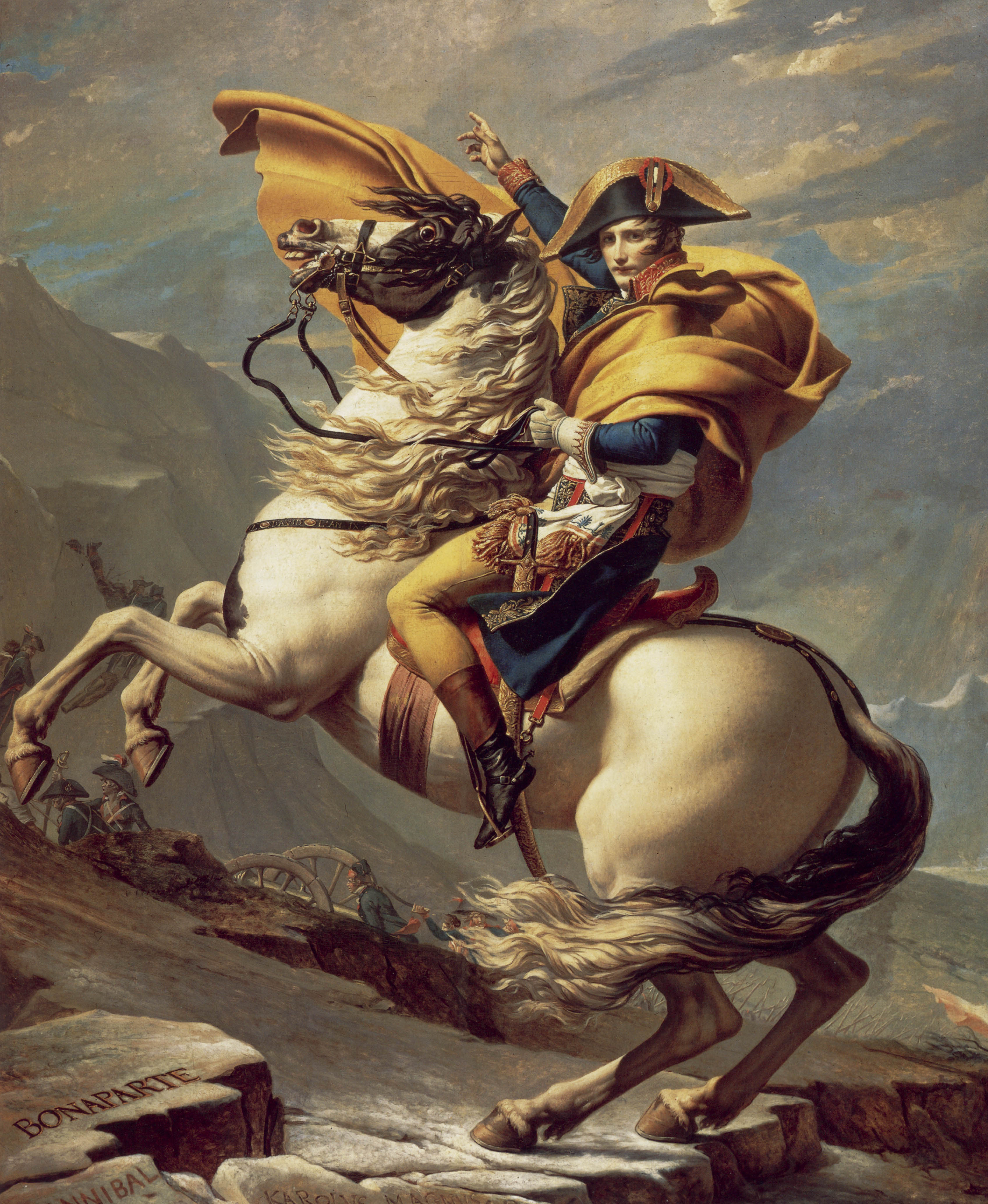
Tableau Bonaparte franchissant le Grand-Saint-Bernard de Jacques-Louis David.

Les cols ont influencé le développement de leurs vallées voisines, que ce soit pour les échanges commerciaux ou les flux migratoires de population.
Lieux stratégiques militaires en raison des possibilités de défense, ou en tant que points de passage frontaliers, de nombreux cols ont joué des rôles importants lors des guerres et conflits passés.

## Rôle dans les écosystèmes
Les cols d'altitude sont deux fois par an des points de passage obligés pour de nombreux animaux migrateurs. Le cas des oiseaux migrateurs est le plus connu, mais il concerne aussi par exemple des chauve-souris ou des papillons migrateurs pour lesquels les cols jouent une fonction essentielle de connectivité écologique entre leurs zones de reproduction et d'hivernage. Les espèces qui ont besoin de se déplacer pour se nourrir, ou recoloniser des territoires d'où elles ont disparu, ou encore par exemple pour remonter vers le nord pour échapper aux changements climatiques sont également particulièrement dépendantes des cols.
Les cols situés sur des chaînes montagneuses orientées est-ouest sont particulièrement importants de ce point de vue : certains cols des Pyrénées voient passer une grande partie des migrateurs qui doivent aller de la France vers l'Espagne et inversement (l'autre partie des oiseaux longeant la côte, un grand nombre traversant la Méditerranée à Gibraltar. Idem pour la chaîne des Alpes, alors que les Rocheuses américaines sont globalement orientées nord-sud, ne gênant pas les migrations saisonnières ou de recolonisation post-glaciaire, ou d'adaptation par remontée vers le nord aux changements climatiques.
Les cols étant souvent dépourvus de forêts, ce sont des lieux de vulnérabilité pour les oiseaux qui y sont plus facilement chassés par l'Homme et/ou par leurs prédateurs naturels. Pour cette raison, l'amont et l'aval de certains cols qui sont de véritables goulets d'étranglement ont concentré les installations et tirs de certains chasseurs, par exemple de palombes dans le sud de la France, au risque de menacer les espèces chassées sur ces sites.
Les cols de l'Himalaya, des Alpes et des Pyrénées, et de nombreuses autres chaînes montagneuses remplissent donc des fonctions écologiques discrètes mais essentielles. À ce titre, les phénomènes de pollution lumineuse, de dérangement, d'occupation militaire et de dégradation de l'Environnement mériteraient d'y être particulièrement limités, en raison de leur fonction de corridor, à l'échelle du réseau écologique paneuropéen et des réseaux écologiques nationaux.